# Prostatakræft
Prostatakræft er en kræftsygdom i blærehalskirtlen. Blærehalskirtlen er en del af de mandlige kønsorganer, og prostatakræft rammer derfor kun mænd. Hyppigheden af prostatakræft varierer betydeligt mellem forskellige dele af verden med lavest forekomst i Sydøstasien og højest forekomst i Europa og Nordamerika. Dette kan muligvis skyldes større opmærksomhed på sygdommen i sidstnævnte områder. I Danmark rammes årligt ca. 4500 mænd af sygdommen, hvilket gør den til den hyppigste kræftform blandt danske mænd. Forekomsten har været jævnt stigende over de sidste 50 år. Sygdommen er sjælden blandt mænd under 50 år. 
Prostatakræft er en langsomt voksende kræftform, der langt oftest er af typen adenokarcinom. Typisk er et af de første symptomer vandladningsbesvær. Sygdommen diagnosticeres ved udtagelsen af en biopsi, der viser maligne forandringer af cellerne i blærehalskirtlen. Behandlingen består af enten kirurgi, strålebehandling, hormonbehandling eller kemoterapi. Da sygdommen dels er meget langsomt voksende og dels oftest rammer gamle mænd, kan der også anlægges en mere konservativ behandlingsstrategi. Her ser man sygdommen an med regelmæssige kontroller og begynder først behandling, hvis der er hurtig udvikling i sygdommen. Prognosen for prostatakræft er meget afhængig af størrelsen af den primære tumors størrelse og udvikling på tidspunktet for diagnosen, ligesom patientens alder er af væsentlig betydning.

## Symptomer
Symptomerne på prostatakræft kan, hvis sygdommen er lokaliseret, være meget sparsomme. Typisk vil der dog være en eller anden grad af vandladningssymptomer i form af hyppige små vandladninger, smerter ved vandladning samt langsom og ufuldstændig vandladning. Disse symptomer ligner symptomerne ved benign prostatahypertrofi. Når sygdommen er mere udbredt, kan der opstå ukarakteristiske smerter, træthed og vægttab. Blod i urinen kan også være et symptom. Ikke sjældent opdages sygdommen først når der opstår symptomer fra metastaser fx knoglesmerter.

## Patofysiologi
Prostatakræft er en kræftform, der næsten altid er udgået af kirtelvæv og derfor er af typen adenokarcinom. Sygdommen opstår hyppigst i den yderste del af blærehalskirtlen, den såkaldte perifere zone. I dette område vil man ofte kunne finde 'prostatisk intraepithelia neoplasi', som er celleforandringer, der formentlig er forstadier til egentlig prostatakræft. Sygdommen er meget langsomt voksende og vil i første omgang vokse invasivt til de omkringliggende strukturer. Senere kan prostatakræft give metastaser. Disse spredes både via lymfekarene og via blodet og findes hyppigst i knogler, lymfeknuder, rectum og urinblæren.

## Årsager
Der er endnu ikke fundet nogen specifik årsag til prostatakræft, og det er nok mest sandsynligt at der er tale om et samspil mellem mange forskellige faktorer, såsom genetisk baggrund, spisevaner, livsstil, hormonel påvirkning og rygning. Den altoverskyggende risikofaktor for udviklingen af prostatakræft er dog alder. Sygdommen udvikler sig således fra at være et meget sjældent fund blandt yngre mænd under 45, til at findes i en eller anden grad hos op mod 80% af mænd over 80 år. Der er påvist en genetisk baggrund for prostatakræft og mænd med prostatakræft hos flere nære slægtninge har en øget risiko for at udvikle sygdommen. Også mænd med afrikansk baggrund har øget risiko.

## Undersøgelser
Den første undersøgelse ved mistanke om prostatakræft vil næsten altid være rektaleksploration, hvor lægen ved at stikke en finger ind i endetarmen føler direkte på prostata gennem endetarmsvæggen. Da prostatakræft ofte opstår bagerst i blærehalskirtlen vil denne undersøgelse afsløre mange tilfælde, der af lægen vil kunne føles som en knude. Næste undersøgelse vil som regel være en transrektal ultralydsundersøgelse (TRUS), hvor prostata visualiseres ved hjælp af et ultralydshoved, der placeres i endetarmen. For sikkert at stille diagnosen kræft er man nødt til at udtage en biopsi. Dette gøres også via endetarmen, og gøres ofte i forbindelse med ultralydsundersøgelsen. Biopsien undersøges herefter ved mikroskopi for maligne celler. Hvis man konstaterer prostatakræft igangsættes flere undersøgelser for at finde ud af, hvilket stadie sygdommen befinder sig i. Disse undersøgelser kan omfatte en CT-scanning eller en MR-scanning for at se efter metastaser i lungerne og maven, samt en knoglescintigrafi, hvor man ser efter metastaser i knoglerne.
Desuden kan det være nødvendigt at foretage en kikkertoperation, hvor man fjerner lymfeknuder for at se efter metastaser.

### PSA
PSA står for Prostata Specifikt Antigen, og er et proteolytisk enzym, der især produceres af blærehalskirtlen. PSA's funktion er normalt at gøre sædvæsken mere flydende efter ejakulationen og derved lette bevægeligheden for sædcellerne.
 
PSA kan måles ved at tage en almindelig blodprøve, og anvendes i undersøgelsen for prostatakræft, da der ofte vil være en abnormt forhøjet koncentration af PSA i blodet pga. sygdommen. Normalt vil koncentrationen af PSA i blodet ligge et sted mellem 0,1 og 4,0 ng/ml (nanogram pr. milliliter), men dette interval kan være afhængigt af målemetoden.

PSA er ikke specifikt for prostatakræft, da det også produceres af den raske blærehalskirtel. Derfor kan der godt ses en forhøjet koncentration af PSA i blodet uden tilstedeværelsen af prostatakræft. 
Andre årsager til en forhøjet PSA-koncentration kan for eksempel være:
- Benign prostatahypertrofi
- TRUS
- Prostatabiopsi
- Alder
- Urinvejsinfektion

PSA anvendes i Danmark til at give en idé om spredningen af sygdommen og til at monitorere patienter, som er under behandling eller færdigbehandlet for prostatakræft. I andre lande anvendes PSA-koncentrationen også til screening for prostatakræft. Dette er man afstået fra i Danmark, man anbefaler dog, at mænd med to eller flere nære slægtninge (brødre/fædre) med prostatakræft får målt deres PSA-koncentration årligt. PSA er i Danmark den anbefalede kilde til løbende monitorering, og generel anbefaler sundhedsstyrelsen kun brug af biopsi hvis PSA værdien stiger. 
PSA er ikke en entydig test da der findes raske personer med højt PSA tal og syge personer med lavt PSA tal. Derfor er det vigtigt at kombinere PSA tal med andre diagnoseværktøjer og en vurdering af patientens historiske PSA.

## Stadier
Prostatakræft stadieinddeles efter TNM-systemet. Dette gøres for dels at give en ide om prognosen, dels for at kunne tilpasse behandlingen til den enkelte sygdom. TNM-systemet giver muligheder for et utal af kombinationsmuligheder, derfor opdeler man i praksis prostatakræft i 4 grupper:
- Patienter med klinisk lokaliseret prostatakræft (svarende til TNM: T1-2, Nx/0, M0)
- Patienter med lokal avanceret prostatakræft (svarende til TNM: T3-4, Nx/0, M0)
- Patienter med prostatakræft med regionale lymfeknudemetastaser (svarende til TNM: T1-4, N1, M0)
- Patienter med metastaser til andre organer (svarende til TNM: T1-4, N0-3, M1)

Udover stadieinddelingen laver man også en gradering af prostatakræft, der er baseret på, hvordan tumorcellerne ser ud ved mikroskopi. Dette gøres efter det såkaldte Gleason score system, der graderer cellerne fra 2 til 10, hvor 2 er næsten normalt og 10 er det mest abnorme. Graderingen anvendes til at vælge den mest optimale behandling. Gleason score er baseret på graduering af mikroskopi observationer, som en sum af den primære (dominerende) og den sekundære type celler. Den samme Gleason score kan derfor angives i en patientjournal som Gleason 3/4 eller Gleason 7.

## Behandling
Behandlingsvalget af prostatakræft er afhængigt af stadiet på diagnosetidspunktet. Behandlingen i Danmark kan omfatte forskellige behandlingstyper som kirurgi, strålebehandling, hormonbehandling og kemoterapi.

### Kirurgi
Den kirurgiske behandling går ud på total fjernelse af kræftvævet. Dette kan ved den lokaliserede prostatakræft opnås ved at udføre en radikal prostatektomi, hvor hele blærehalskirtlen, sædblærene og de regionale lymfeknuder fjernes. Man kan kirurgisk få adgang til blærehalskirtlen på tre forskellige måder:
- Via et snit i maven, retropubisk radikal prostatektomi.
- Via et snit i mellemkødet, perineal prostatektomi.
- Ved kikkertoperation inde i maven, laparoskopisk radikal prostatektomi.

I Danmark anvender man stort set kun den første metode.

Den kirurgiske behandling kan have en række bivirkninger. Typisk vil der efter operationen være inkontinens,  denne vil dog næsten altid forsvinde efter noget tid. En anden bivirkning kan være impotens, dette er en hyppig bivirkning, der ses efter ca. 80% af operationerne.

### Strålebehandling
Et alternativ til kirurgisk behandling kan være strålebehandling. Strålebehandling kan også virke fuldstændigt helbredende på den lokaliserede prostatakræft. Der kan anvendes to metoder til strålebehandlingen:
- Ydre strålebehandling
- Indre strålebehandling, brachyterapi

Ved den ydre strålebehandling bestråler hele prostata med en strålekanon. Ved brachyterapi stikker man små metalkorn med radioaktive isotoper af Iod, Palladium eller Iridium ind i selve tumoren, hvorefter de langsomt frigiver stråling til det omkringliggende væv.

### Hormonbehandling
Ved hormonbehandling udnytter man, at nogle tilfælde af prostatakræft er afhængige af det mandlige kønshormon testosteron for at vokse. Ved at fjerne testosteron fra kroppen eller blokere dens effekt, kan man derfor stoppe væksten af tumoren eller metastaser fra den. Dette kan opnås ved på forskellige måder.
- Fjernelse af testosteronproduktionen. Dette opnås bedst ved en kirurgisk kastration, hvor begge testikler fjernes. Alternativt kan man lave en kemisk kastration, hvor man indgiver store doser af hormonet LHRH, der initialt virker stærkt fremmende på testosteronproduktionen, men efter en kort periode får en paradoksal virkning med et kraftigt fald i testosteronproduktionen til følge. I startfasen af behandlingen med LHRH kan der ses en kortvarig opblussen af sygdommen, et såkaldt 'flare'. Indgift af det kvindelige kønshormon østrogen kan også anvendes til at hæmme testosteronproduktionen.
- Blokering af testosteron ved anvendelse af antiandrogener, der blokerer receptoren for testosteron på cellulært niveau. Antiandrogenerne kan også anvendes til at forhindre den kortvarige opblussen i sygdommen i forbindelse med behandling med LHRH.

De ovennævnte hormonbehandlinger anvendes ofte i kombination for at opnå den bedste hæmning af testosteron.
 Hormonbehandlingens effekt er ikke permanent, og behandlingen vil i de fleste tilfælde miste sin effekt efter 1-2 år, hvorefter kræftsygdommen igen begynder at sprede sig.

### Kemoterapi
Kemoterapi kan også anvendes til palliativ behandling af prostatakræft, og kan som sådan være med til at sænke hastigheden, hvormed sygdommen spreder sig.